# غطاء تاجي
الغطاء التاجي عبارة عن الأغصان والأوراق المتشابكة الموجودة فوق الأرض في الغابات المطيرة والتي تحيا فوقها النباتات والحيوانات، ويزيد ارتفاعه أحيانا عن 100 قدم.

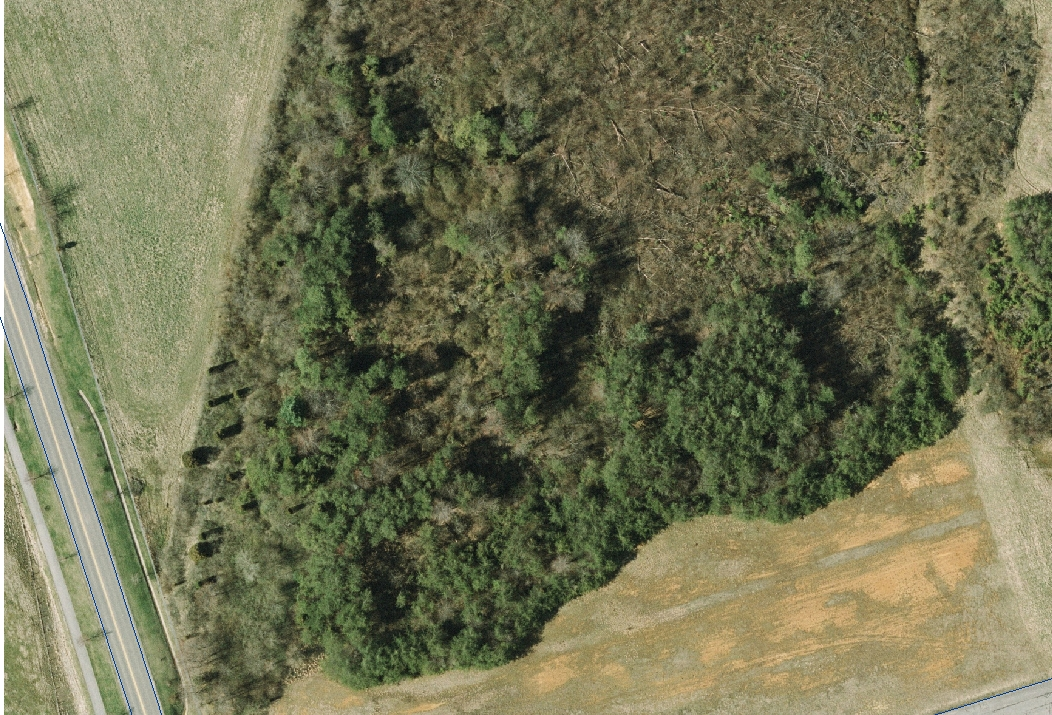
منظر جوي للغطاء التاجي

## بيئة الغطاء التاجي
تختلف البيئة الموجودة بالغطاء التاجي تماما عن تلك الموجودة على أرض الغابات المطيرة, فتكون أكثر جفافا ودفئا عن غيرها, ويصعب على الحيوانات التي تكيفت على العيش فيها رؤية ما حولهم إذابَعُد عن بضعة أقدام, لذلك يعتمد أغلبها على النداء العالي للتخاطب والتواصل.

## المفاهيم الأساسية
يساعد الغطاء التاجي في التنبؤ بحجم وكثافة تاج الغابة وعامل المنافسة فيها. حيث يُحَدّد الغطاء التاجي باستخدام صور تلتقط من الجو نظراً لصعوبة التقييم الأرضي. يتم التدريج ضمن فئات مختلفة تتراوح من 1 إلى 6 بعد استعراض التصوير الجوي.
1. متناثر جداً 1-9%
2. متناثر 10-29%
3. منخفض 30-49%
4. متوسط 50-69%
5. كثيف 70-84%
6. كثيف جداً 85-100%

على الرغم من أن هذا الغطاء يشار إليه أحياناً بالغطاء المظلّي أو إغلاق المظلة، إلا أن الغطاء التاجي يتخلفعن هذين المفهومين. فالغطاء المظلي يمثل مجموع كل تيجان الأشجار المرتفعة عن سطح الأرض، بينما يمثل إغلاق المظلة مقدار مساحات السماء المحجوبة بفعل المظلمة من نقطة معينة على الأرض.